# Béance tubaire volontaire
Pour les articles homonymes, voir Béance et BTV.
La béance tubaire volontaire (BTV) est une manœuvre d'équilibrage utilisée en plongée sous-marine, notamment en plongée bouteille et en plongée libre, y compris en chasse sous-marine. Elle a pour but de rééquilibrer les pressions entre l'oreille externe et l'oreille moyenne.
Décrite par le docteur Georges Delonca, cette manœuvre est un mouvement volontairement exécuté qui nécessite d'avoir pris conscience de ses muscles péristaphylins qui vont commander l'ouverture des trompes d'Eustache. Pour certaines personnes le contrôle de ces muscles se fait ainsi spontanément, tandis que pour d'autres un apprentissage est nécessaire. 
Il faut, soit provoquer un bâillement volontaire, soit exercer un mouvement de traction de la mâchoire afin d'ouvrir les conduits.
Moins facile à exécuter que la manœuvre de Valsalva, la BTV est la méthode la plus douce pour « passer les oreilles ». Néanmoins, tous les plongeurs ne peuvent pas réussir ce mouvement. Les otites répétées lors de l'enfance peuvent handicaper le plongeur à ce moment. Il sera alors nécessaire de pratiquer des exercices afin de rééduquer les muscles pour pouvoir effectuer cette manœuvre.
La béance tubaire peut être involontaire. Dans ce cas-là, il s'agira d'une pathologie rare puisqu'elle n'affecte que de 0,3 à 6,6 % de la population[réf. souhaitée]. Le principal symptôme de cette affection est l'autophonie, phénomène très particulier qui se traduit par le fait d’entendre sa voix, sa respiration résonner dans ses propres oreilles, de façon excessive.